# Hover!
Hover! es un videojuego que fue incluido en el CD del sistema operativo Microsoft Windows 95. Fue una demostración de las avanzadas capacidades multimedia disponibles en los ordenadores personales de la época. Se puede ejecutar en todos los sistemas operativos de Microsoft, desde Windows 95 hasta Windows 7, no pudiendo ejecutarse en versiones anteriores. El 2 de octubre de 2013, Microsoft relanzó una versión actualizada de Hover!, basado en web y también como aplicación para Windows 8.1.
El juego es una combinación de coches de choque y capturar la bandera.

## Interfaz
En la parte superior de la ventana de juego aparece el área de banderas, que indica el número de banderas disponible. Cuando se captura una bandera ésta se colorea, en azul las que van siendo coleccionadas por nosotros y en rojo las que van siendo capturadas por los drones enemigos. Aparece también el retrovisor, que muestra el área que hay detrás del Hover 950, (cuando está habilitado), y el área de puntuación muestra la puntuación actual. En la mitad de la ventana de juego aparece una vista principal de lo que hay frente al Hover 950. En la parte inferior de la ventana se muestra el área de objetos, que contiene información acerca de las vainas de tipo salto (jump), pared (wall) y capa (cloak). Cada uno de ellos muestra el número de vainas cogidas de ese tipo en cuestión, el tiempo restante para ese objeto, y la tecla asociada a cada objeto. También aparece el área del mapa, el cual muestra a vista de pájaro la forma del laberinto en el que se esté jugando. Por último, un poco más a la derecha se puede observar el tiempo restante antes de dejar de ser invencibles contra algunas plataformas y objetos. También aparece la dirección a la que se mueve nuestro vehículo y su velocidad actual.
El mapa puede ser rotado y ampliado (o reducido) para ayudar a localizarse a uno mismo. Las vainas son representadas mediante puntos amarillos. Las banderas son representadas como puntos parpadeantes: los puntos rojos son nuestras banderas y los puntos azules son las banderas enemigas que estamos coleccionando. Los drones enemigos que portan banderas se representan como triángulos amarillos, en cambio, los drones enemigos que no las portan son representados de color azul. Los drones de ataque son representados como triángulos verdes, y el triángulo rojo del centro del mapa somos nosotros.

## Niveles
Hay tres laberintos diferentes en Hover!. Se asemejan a:
- Un castillo medieval
- Una ciudad futurista
- Un alcantarillado

Cada laberinto tiene sus propios y únicos mapas de texturas y su propio tema musical.

## Objetos
Esta es una lista de los objetos que pueden ser encontrados en los diferentes niveles (laberintos).
Banderas
- Bandera roja: Tu bandera. El enemigo las colecciona tan rápido como puede.
- Bandera azul: Bandera enemiga. Debes coleccionarlas antes de que los drones enemigos coleccionen todas las tuyas.

Elementos flotantes
- Capa (Cloak): Te oculta temporalmente de los drones enemigos.
- Pared (Wall): Pone una pared temporalmente. Utilízalo para frenar a un drone enemigo.
- Salto (Jump): Te permite saltar sobre paredes y plataformas de poca altura. También permite saltar sobre los peligros y enemigos.
- Vaina sorpresa: Puede ser algo bueno o malo. El sonido que se oye en el momento de recoger la vaina es el sonido del objeto que realmente hay dentro.
- Luz verde: Incrementa temporalmente tu velocidad.
- Luz roja: Decrementa temporalmente tu velocidad.
- Borrador de mapas: Suprime algunas áreas de tu mapa. Vuelve a las áreas que han sido borradas para volver a disponer de ellas en el mapa.
- Escudo: Te hace temporalmente invencible a las plataformas deslizantes, plataformas bloqueantes, borradores de mapas, atrapa-banderas y vainas de reducción de velocidad.

Plataformas del suelo
- Plataforma bloqueante: Te congela temporalmente en ese lugar.
- Atrapa-Banderas: Devuelve una de tus banderas recogidas anteriormente de nuevo al laberinto.
- Plataforma deslizante: Te arrastra en la dirección que indica su flecha.

## Detalles internos
Huevo de Pascua
Cuando se arranca Hover!, se muestra la pantalla principal con el mensaje "Press F2 to start a game of Hover!". Detrás de ti hay parte de una pared que puede verse a través del retrovisor. Detrás de esa pared hay una galería fotográfica mostrando al equipo que desarrolló el juego.
Lo que se ve a través de la ventana y del espejo retrovisor es realmente la imagen del juego, exactamente pausado en una localización concreta en un laberinto especial, "small.maz". Este nivel es también el llamado Easter Egg (Huevo de Pascua). 
La clave para poder entrar en el nivel Easter Egg es, estando en la pantalla principal, mantener pulsada la tecla Control y escribir "IBMAB". ("Bambi" fue el nombre en clave del proyecto). Esto desbloqueará los controles del jugador en este nivel y entonces ya se puede navegar a través de la galería fotográfica del nivel usando las flechas de dirección.

## Versión
Hover! fue oficialmente relanzado por Microsoft en 2013, como juego en línea vía navegador web. El relanzamiento, aunque publicado por Microsoft, fue mayormente desarrollado por Dan Church, con ayuda de Pixel Labs y Microsoft. Fue hecho para mostrar el soporte de WebGL en Internet Explorer 11 (pero también funciona en cualquier navegador habilitado para WebGL). Esta versión incluye gráficos actualizados y soporte de control táctil, así como una función multijugador para hasta 8 jugadores. Microsoft también ofrece más detalles técnicos sobre esta versión en su sitio web modern.ie.
Esta versión del juego también fue lanzada como una aplicación de Windows 8.1 disponible en Windows Store.